# Skwark
Skwark (ang. squark) – cząstka będąca supersymetrycznym partnerem kwarku. Jako partner fermionu jest ona bozonem.
W MSMS jest dwanaście rodzajów skwarków. Są one kombinacjami superpartnerów lewo- i prawoskrętnych kwarków różnych zapachów.